# حسین سیدزاده
حسین سیدزاده (ترکی آذربایجانی: Hüseyn Seyidzadə؛ ۱۳ اکتبر ۱۹۱۲ – ۲ ژوئن ۱۹۷۹) کارگردان فیلم آذربایجانی بود.

## زندگی‌نامه
حسین سیدزاده در ۱۰ اکتبر سال ۱۹۱۰، در یک خانواده بازرگان در شهر ایروان در امپراتوری روسیه (اکنون: پایتخت ارمنستان) به دنیا آمد. در سال ۱۹۱۸، با خانواده اش این شهر را ترک کرده و ابتدا به تفلیس و بعد به باکو منتقل شد.
وی دانش‌آموخته مؤسسه سینمایی گراسیموف در موسکو در سال ۱۹۳۶ بود. در طول تحصیلات خود، از کارگردانان سرشناس فیلم اهل شوروی مانند سرگئی آیزنشتاین، میخائیل رم و لی اف کولیجانوف آموزش دید. سپس، در مؤسسه لنفیلم آغاز به کار کرد. حسین سیدزاده نخستین فیلم خود را در سال ۱۹۴۳ ساخت که در آن لیلا بدیربیلی مسئولیت ایفای نقش اصلی را بر عهده داشت. این فیلم تبلیغاتی که «آیینه» نام داشت، محتوایی میهن‌پرستانه و قهرمانانه را دارا بود و به جنگ جهانی دوم اختصاص یافته بود که آن روزگار جریان داشت.
در سال ۱۹۵۶، حسین سیدزاده یکی از معروف‌ترین و موفق‌ترین فیلم در تاریخ صنعت سینمای جمهوری آذربایجان را کرگردانی کرد. این فیلم «او اولماسین بو اولسون» (به فارسی: آن نباشد، این باشد) نام داشت و بر مبنای اپرت ساخته شده توسط عزیر حاجی‌بیگف در سال ۱۹۱۰ خلق شده بود که با انتقاد از سنن عقب افتاده، از روش‌های مدرن زندگی در حال ظهور استقبال می‌کرد. این فیلم که به بسیاری از زبان‌های جهان ترجمه شد، در ۳ سال بعدی در بیش از ۴۰ کشور در معرض نمایش گذاشته شد.
حسین سیدزاده در جمهوری آذربایجان بیشتر به ساختن فیلم‌های «دلی کور» (کورای دیوانه، سال ۱۹۶۹) و «قاینانا» (مادر شوهر، سال ۱۹۷۹) و غیره… شهرت دارد.
حسین سیدزاده در ۲ ژوئن سال ۱۹۸۹ در باکو، پایتخت آذربایجان شوروی، چشن به جهان فروبست.